# Maratona di New York
La maratona di New York è una corsa annuale di 42.195 metri che si snoda attraverso i cinque grandi distretti della città di New York.
È la maratona più partecipata al mondo, con i suoi 43 545 atleti arrivati al traguardo nel 2009. Fa parte del circuito World Athletics Label Road Races ed è una delle sei maratone incluse nel World Marathon Majors.

## Storia

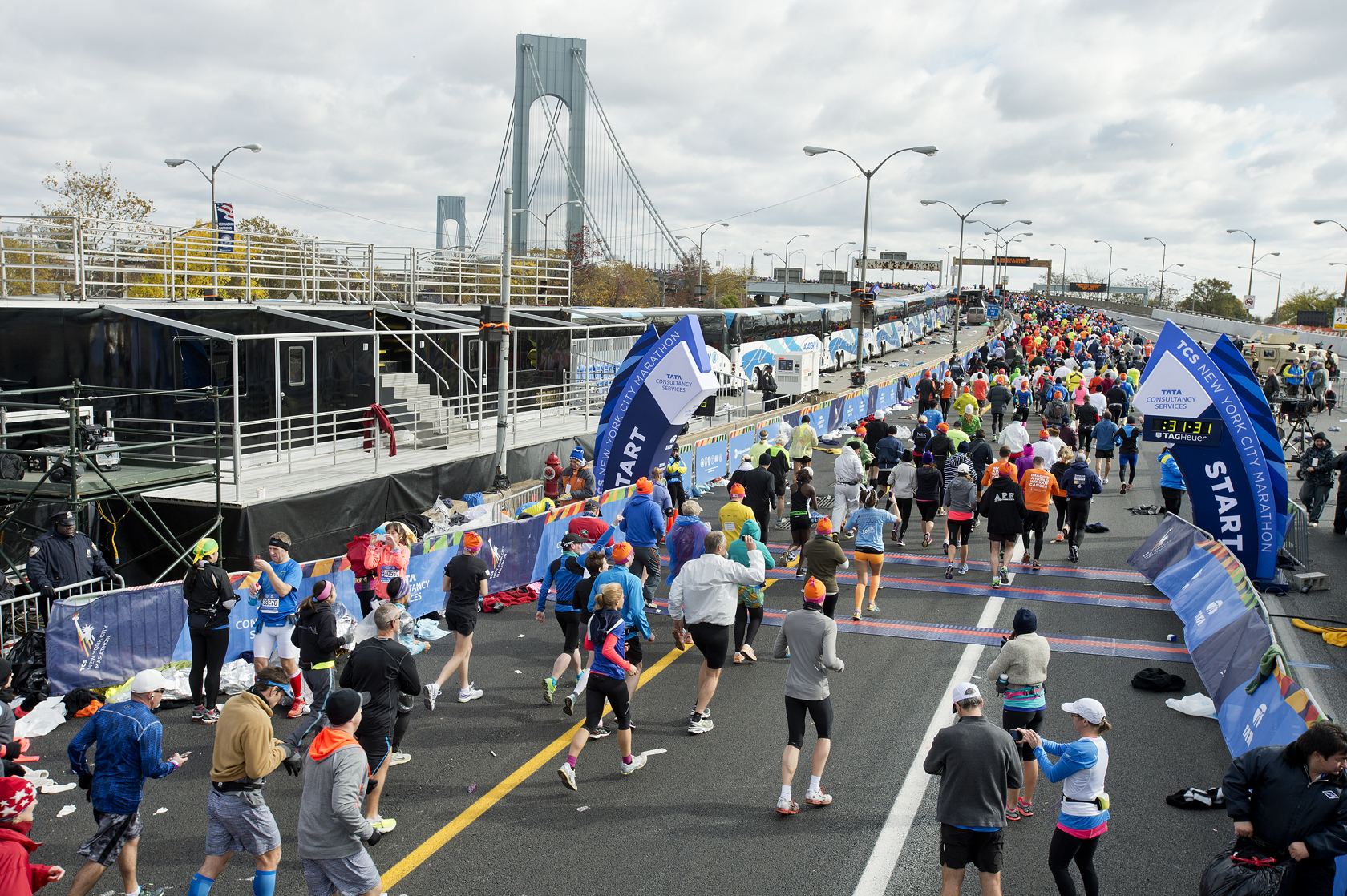
La maratona di New York nel 2014

La prima maratona di New York si svolse la prima settimana di settembre del 1970, fu organizzata dal presidente del NYRR Vincent Chiappetta e da Fred Lebow e vide 127 concorrenti percorrere quattro giri e mezzo lungo il perimetro più esterno di Central Park. Non più di un centinaio di spettatori si fermarono ad assistere alla vittoria di Gary Muhrcke in 2h31'38", mentre solo 55 concorrenti arrivarono al termine della gara (l'unica donna partecipante non completò la gara).
Nel dicembre del 1975 Fred Lebow, Ted Corbitt, Joe Kleinerman, Kurt Steiner, Harry Murphy e Paul Milvy cominciarono a studiare un possibile percorso che attraversasse tutta la città con gli unici due vincoli di partire da Staten Island e arrivare a Central Park. 
La ricerca del percorso fu fatta cercando soprattutto di evitare il più possibile problemi ed intoppi, considerando quindi un gran numero di possibilità: un passaggio sul Brooklyn Bridge o nel Brooklyn-Battery tunnel (una galleria lunga circa 3 chilometri che passa sotto l’East River collegando Brooklyn a Manhattan) furono ad esempio considerate come ipotesi. 
Corbitt e altri membri del team corsero e misurarono (anche con una bicicletta calibrata in un modo speciale dallo stesso Corbitt) i vari spezzoni del percorso, ipotizzando strade alternative e tentando di prevenire problemi logistici: il percorso così disegnato nel 1975 viene in gran parte seguito dalla maratona ancora oggi.
Fred Lebow, nel suo libro autobiografico "Inside the World of Big-Time Marathoning", lo racconta così:
«Alla fine ci accordammo su un percorso. Saremmo partiti dal lato di Staten Island del Verrazzano-Narrows Bridge, lì Fort Wadsworth sarebbe servito come area di partenza; saremmo saliti lungo Lower Brooklyn e raggiunto il vecchio Brooklyn Navy Yard dove non ci sarebbero stati troppi attraversamenti e nemmeno tanto traffico. Circa al tredicesimo miglio saremmo entrati nel Queens ed al quindicesimo miglio avremmo attraversato il Queensboro Bridge verso Manhattan. Da qui saremmo andati verso nord, proprio accanto al fiume, usando la pensilina pedonale che corre lungo l’East River Drive. Saremmo passati nel Bronx utilizzando il passaggio per pedoni su Willis Avenue Bridge e continuato per poche iarde fino al segnale delle 20 miglia, dove avremmo fatto una inversione ad U intorno ad un palo della luce e saremmo tornati indietro, nuovamente attraverso il ponte, a Manhattan. Ci saremmo quindi diretti verso sud su First Avenue, arrivati alla 106th Street avremmo voltato verso Fifth Avenue lungo la quale avremmo raggiunto 102nd Street dove poi saremmo entrati in Central Park. Le ultime tre miglia sarebbero state corse dentro il parco, lungo Central Park East Drive, intorno alla parte sud del parco, e poi di nuovo verso nord su West Drive, fino alla linea del traguardo a Tavern-on-the-Green. In totale avremmo dovuto chiudere circa 220 intersezioni ed usare quattro ponti. Ed avevamo bisogno di più di 400 poliziotti per coordinare il traffico.»
Con il passare degli anni la NYC Marathon crebbe in popolarità quando la norvegese Grete Waitz stabilì il nuovo record del mondo in 2h32'30". La Waitz vinse la gara altre otto volte. Nel 2000 si stabilì che ci dovesse essere una sezione per atleti su sedia a rotelle, e dal 2002 alle atlete professioniste la partenza venne data 35 minuti prima che al resto dei corridori, per permettere un arrivo a poca distanza dai primi uomini. La corsa è diventata la più famosa al mondo, con i suoi 2 milioni di spettatori lungo il tracciato e 315 milioni di appassionati che la seguono in diretta televisiva sulla NBC.
Nel 2004 la britannica Paula Radcliffe vinse in 2h23'10", battendo Susan Chepkemei di solo 4 secondi, il più breve distacco nella storia di questa maratona. Nel 2005 il keniota Paul Tergat riuscì a vincere la gara in 2h09'30", battendo allo sprint il sudafricano Hendrick Ramaala per un solo secondo.
L'edizione 2012 è stata annullata a un giorno dalla partenza da parte del sindaco Michael Bloomberg a causa del passaggio dell'uragano Sandy.
Le perfette condizioni atmosferiche dell’edizione del 2018 hanno spinto in alto le prestazioni dei partecipanti. L’etiope Lelisa Desisa si è aggiudicato il primo posto chiudendo la gara in 2h05'59", il tempo più veloce dal record di Mutai del 2011. Tra le donne, Mary Keitany è tornata alla vittoria (la quarta a New York), con il suo primato personale di 2h:22'48".
Per gli atleti in sedia a rotelle, il ventenne Daniel Romanchuk è stato il primo statunitense nella storia della competizione ad aggiudicarsi il titolo, correndo in 1h36'21. Tra le donne in carrozzina olimpica il primo posto è andato, nuovamente, alla elvetica Manuela Schar che ha chiuso la gara in 1h50'27. L’edizione del 2018 è anche quella che ha raggiunto il risultato record di partecipanti (53315) e di atleti che hanno concluso la gara (52813, di cui 30658 uomini e 22155 donne).
La maratona del 2018 è stata l’ultima gara diretta da Peter Ciaccia, che, subito dopo aver accolto, come da sua abitudine, l’ultimo arrivato sul traguardo di Central Park, ha lasciato l'incarico di direttore di gara, andando in pensione. Il posto di Ciaccia è stato preso dal suo vice degli ultimi anni, Jim Heim.
L'edizione 2020, che avrebbe dovuto celebrare i 50 anni della più popolare maratona al mondo, è stata annullata per la pandemia di COVID-19.

## L'organizzazione
La corsa è organizzata dal NYRR (New York Road Runners) e si corre ogni anno dal 1970. L'evento si tiene ogni prima domenica di novembre e attrae sia gli atleti professionisti che quelli amatoriali, provenienti da tutto il mondo. Per quanto riguarda questi ultimi, a causa della grande popolarità dell'evento, la partecipazione è limitata a solo una parte delle 100 000 richieste che pervengono ogni anno.
La scelta dei partecipanti avviene tramite una lotteria, ma privilegiando comunque gli atleti che hanno già partecipato o quelli in possesso di un tempo di qualifica eccellente. Secondo gli organizzatori, si calcola che complessivamente abbiano preso parte alle 40 edizioni della Maratona di New York circa 700 000 persone.

## Il percorso
La corsa copre tutti e cinque i distretti di New York. Comincia a Staten Island, vicino al ponte di Verrazzano. Il ponte, che normalmente è adibito al solo trasporto di vetture, chiude per l'occasione. Nei minuti successivi alla partenza il ponte si affolla di corridori, creando così una scena maestosa divenuta emblematica della corsa stessa.
Dopo la discesa del ponte il percorso attraversa Brooklyn per circa 19 km (12 miglia). I corridori passano attraverso una grande varietà di quartieri: Bay Ridge, Sunset Park, Bedford-Stuyvesant, Williamsburg e Greenpoint. Al km 21,1 la corsa passa sul ponte Pulaski che segna la fine della prima metà di gara e l'entrata nel distretto del Queens. Dopo circa 4 km gli atleti attraversano l'East River sul temuto ponte di Queensboro che porta a Manhattan. Questo è il punto più critico della corsa in cui molti atleti accusano la fatica, pertanto l'attraversamento del ponte è considerato uno dei passaggi più difficili di questa maratona.
Raggiunta Manhattan, dopo circa 25,5 km, la corsa procede su First Avenue, quindi passa brevemente per il Bronx, raggiunto attraverso il ponte Willis Avenue per ritornare a Manhattan per il ponte Madison Avenue. La corsa procede dunque per Harlem giù per Fifth Avenue e in Central Park. La corsa prosegue per Central Park South dove migliaia di spettatori si radunano per acclamare gli atleti per l'ultimo miglio. A Columbus Circle la corsa rientra nel parco e si conclude fuori dal ristorante Tavern on the Green. Il limite massimo per portare a termine la corsa è di 8 ore e 30 minuti dall'inizio che viene dato alle ore 10:10.
Nel 2009 il tempo medio di percorrenza dei corridori è stato pari a 4 ore e 20 minuti.
Mappa interattiva percorso di gara 2023 e animazione 3D con Google Earth.

## Albo d'oro
| Anno | Gara maschile                                    | Gara maschile                                    | Gara maschile                                    | Gara femminile                                                          | Gara femminile                                                          | Gara femminile                                                          |
| Anno | Vincitore                                        | Nazione                                          | Tempo                                            | Vincitrice                                                              | Nazione                                                                 | Tempo                                                                   |
| ---- | ------------------------------------------------ | ------------------------------------------------ | ------------------------------------------------ | ----------------------------------------------------------------------- | ----------------------------------------------------------------------- | ----------------------------------------------------------------------- |
| 1970 | Gary Muhrcke                                     | Stati Uniti                                      | 2h31'38"                                         | nessuna donna al traguardo, una alla partenza (Nina Kuscsik) e ritirata | nessuna donna al traguardo, una alla partenza (Nina Kuscsik) e ritirata | nessuna donna al traguardo, una alla partenza (Nina Kuscsik) e ritirata |
| 1971 | Norman Higgins                                   | Stati Uniti                                      | 2h22'54"                                         | Beth Bonner                                                             | Stati Uniti                                                             | 2h55'22"                                                                |
| 1972 | Sheldon Karlin                                   | Stati Uniti                                      | 2h27'52"                                         | Nina Kuscsik                                                            | Stati Uniti                                                             | 3h08'41"                                                                |
| 1973 | Tom Fleming                                      | Stati Uniti                                      | 2h21'54"                                         | Nina Kuscsik                                                            | Stati Uniti                                                             | 2h57'07"                                                                |
| 1974 | Norbert Sander                                   | Stati Uniti                                      | 2h26'30"                                         | Kathrine Switzer                                                        | Stati Uniti                                                             | 3h07'29"                                                                |
| 1975 | Tom Fleming                                      | Stati Uniti                                      | 2h19'27"                                         | Kim Merritt                                                             | Stati Uniti                                                             | 2h46'14"                                                                |
| 1976 | Bill Rodgers                                     | Stati Uniti                                      | 2h10'10"                                         | Miki Gorman                                                             | Stati Uniti                                                             | 2h39'11"                                                                |
| 1977 | Bill Rodgers                                     | Stati Uniti                                      | 2h11'28"                                         | Miki Gorman                                                             | Stati Uniti                                                             | 2h43'10"                                                                |
| 1978 | Bill Rodgers                                     | Stati Uniti                                      | 2h12'12"                                         | Grete Waitz                                                             | Norvegia                                                                | 2h32'30"                                                                |
| 1979 | Bill Rodgers                                     | Stati Uniti                                      | 2h11'42"                                         | Grete Waitz                                                             | Norvegia                                                                | 2h27'33"                                                                |
| 1980 | Alberto Salazar                                  | Stati Uniti                                      | 2h09'41"                                         | Grete Waitz                                                             | Norvegia                                                                | 2h25'42"                                                                |
| 1981 | Alberto Salazar                                  | Stati Uniti                                      | 2h08'13"                                         | Allison Roe                                                             | Nuova Zelanda                                                           | 2h25'29"                                                                |
| 1982 | Alberto Salazar                                  | Stati Uniti                                      | 2h09'29"                                         | Grete Waitz                                                             | Norvegia                                                                | 2h27'14"                                                                |
| 1983 | Rod Dixon                                        | Nuova Zelanda                                    | 2h08'59"                                         | Grete Waitz                                                             | Norvegia                                                                | 2h27'00"                                                                |
| 1984 | Orlando Pizzolato                                | Italia                                           | 2h14'53"                                         | Grete Waitz                                                             | Norvegia                                                                | 2h29'30"                                                                |
| 1985 | Orlando Pizzolato                                | Italia                                           | 2h11'34"                                         | Grete Waitz                                                             | Norvegia                                                                | 2h28'34"                                                                |
| 1986 | Gianni Poli                                      | Italia                                           | 2h11'06"                                         | Grete Waitz                                                             | Norvegia                                                                | 2h28'06"                                                                |
| 1987 | Ibrahim Hussein                                  | Kenya                                            | 2h11'01"                                         | Priscilla Welch                                                         | Regno Unito                                                             | 2h30'17"                                                                |
| 1988 | Steve Jones                                      | Regno Unito                                      | 2h08'20"                                         | Grete Waitz                                                             | Norvegia                                                                | 2h28'07"                                                                |
| 1989 | Juma Ikangaa                                     | Tanzania                                         | 2h08'01"                                         | Ingrid Kristiansen                                                      | Norvegia                                                                | 2h25'30"                                                                |
| 1990 | Douglas Wakiihuri                                | Kenya                                            | 2h12'39"                                         | Wanda Panfil                                                            | Polonia                                                                 | 2h30'45"                                                                |
| 1991 | Salvador García                                  | Messico                                          | 2h09'28"                                         | Liz McColgan                                                            | Regno Unito                                                             | 2h27'32"                                                                |
| 1992 | Willie Mtolo                                     | Sudafrica                                        | 2h09'29"                                         | Lisa Martin                                                             | Australia                                                               | 2h24'40"                                                                |
| 1993 | Andrés Espinosa                                  | Messico                                          | 2h10'04"                                         | Uta Pippig                                                              | Germania                                                                | 2h26'24"                                                                |
| 1994 | German Silva                                     | Messico                                          | 2h11'21"                                         | Tegla Loroupe                                                           | Kenya                                                                   | 2h27'37"                                                                |
| 1995 | German Silva                                     | Messico                                          | 2h11'00"                                         | Tegla Loroupe                                                           | Kenya                                                                   | 2h28'06"                                                                |
| 1996 | Giacomo Leone                                    | Italia                                           | 2h09'54"                                         | Anuţa Cătună                                                            | Romania                                                                 | 2h28'18"                                                                |
| 1997 | John Kagwe                                       | Kenya                                            | 2h08'12"                                         | Franziska Rochat-Moser                                                  | Svizzera                                                                | 2h28'43"                                                                |
| 1998 | John Kagwe                                       | Kenya                                            | 2h08'45"                                         | Franca Fiacconi                                                         | Italia                                                                  | 2h25'17"                                                                |
| 1999 | Joseph Chebet                                    | Kenya                                            | 2h09'14"                                         | Adriana Fernandez                                                       | Messico                                                                 | 2h25'06"                                                                |
| 2000 | Abdelkhader El Mouaziz                           | Marocco                                          | 2h10'09"                                         | Ludmila Petrova                                                         | Russia                                                                  | 2h25'45"                                                                |
| 2001 | Tesfaye Jifar                                    | Etiopia                                          | 2h07'43"                                         | Margaret Okayo                                                          | Kenya                                                                   | 2h24'21"                                                                |
| 2002 | Rodgers Rop                                      | Kenya                                            | 2h08'07"                                         | Joyce Chepchumba                                                        | Kenya                                                                   | 2h25'56"                                                                |
| 2003 | Martin Lel                                       | Kenya                                            | 2h10'30"                                         | Margaret Okayo                                                          | Kenya                                                                   | 2h22'31"                                                                |
| 2004 | Hendrik Ramaala                                  | Sudafrica                                        | 2h09'28"                                         | Paula Radcliffe                                                         | Regno Unito                                                             | 2h23'10"                                                                |
| 2005 | Paul Tergat                                      | Kenya                                            | 2h09'30"                                         | Jeļena Prokopčuka                                                       | Lettonia                                                                | 2h24'41"                                                                |
| 2006 | Marílson Gomes dos Santos                        | Brasile                                          | 2h09'58"                                         | Jeļena Prokopčuka                                                       | Lettonia                                                                | 2h25'05"                                                                |
| 2007 | Martin Lel                                       | Kenya                                            | 2h09'04"                                         | Paula Radcliffe                                                         | Regno Unito                                                             | 2h23'09"                                                                |
| 2008 | Marílson Gomes dos Santos                        | Brasile                                          | 2h08'43"                                         | Paula Radcliffe                                                         | Regno Unito                                                             | 2h23'56"                                                                |
| 2009 | Mebrahtom Keflezighi                             | Stati Uniti                                      | 2h09'14"                                         | Derartu Tulu                                                            | Etiopia                                                                 | 2h28'52"                                                                |
| 2010 | Gebre Gebremariam                                | Etiopia                                          | 2h08'13"                                         | Edna Kiplagat                                                           | Kenya                                                                   | 2h28'20"                                                                |
| 2011 | Geoffrey Mutai                                   | Kenya                                            | 2h05'06"                                         | Firehiwot Dado                                                          | Etiopia                                                                 | 2h23'15"                                                                |
| 2012 | Non disputata a causa dell'uragano Sandy         | Non disputata a causa dell'uragano Sandy         | Non disputata a causa dell'uragano Sandy         | Non disputata a causa dell'uragano Sandy                                | Non disputata a causa dell'uragano Sandy                                | Non disputata a causa dell'uragano Sandy                                |
| 2013 | Geoffrey Mutai                                   | Kenya                                            | 2h08'24"                                         | Priscah Jeptoo                                                          | Kenya                                                                   | 2h25'07"                                                                |
| 2014 | Wilson Kipsang Kiprotich                         | Kenya                                            | 2h10'59"                                         | Mary Keitany                                                            | Kenya                                                                   | 2h25'07"                                                                |
| 2015 | Stanley Biwott                                   | Kenya                                            | 2h10'33"                                         | Mary Keitany                                                            | Kenya                                                                   | 2h24'25"                                                                |
| 2016 | Ghirmay Ghebreslassie                            | Eritrea                                          | 2h07'51"                                         | Mary Keitany                                                            | Kenya                                                                   | 2h24'26"                                                                |
| 2017 | Geoffrey Kamworor                                | Kenya                                            | 2h10'53"                                         | Shalane Flanagan                                                        | Stati Uniti                                                             | 2h26'53"                                                                |
| 2018 | Lelisa Desisa                                    | Etiopia                                          | 2h05'59"                                         | Mary Keitany                                                            | Kenya                                                                   | 2h22'48"                                                                |
| 2019 | Geoffrey Kamworor                                | Kenya                                            | 2h08'13"                                         | Joyciline Jepkosgei                                                     | Kenya                                                                   | 2h22'38"                                                                |
| 2020 | Non disputata a causa della pandemia di COVID-19 | Non disputata a causa della pandemia di COVID-19 | Non disputata a causa della pandemia di COVID-19 | Non disputata a causa della pandemia di COVID-19                        | Non disputata a causa della pandemia di COVID-19                        | Non disputata a causa della pandemia di COVID-19                        |
| 2021 | Albert Korir                                     | Kenya                                            | 2h08'22"                                         | Peres Jepchirchir                                                       | Kenya                                                                   | 2h22'39"                                                                |
| 2022 | Evans Chebet                                     | Kenya                                            | 2h08'41"                                         | Sharon Lokedi                                                           | Kenya                                                                   | 2h23'23"                                                                |
| 2023 | Tamirat Tola                                     | Etiopia                                          | 2h04'58"                                         | Hellen Obiri                                                            | Kenya                                                                   | 2h27'23"                                                                |
| 2024 | Abdi Nageeye                                     | Paesi Bassi                                      | 2h07'39"                                         | Sheila Chepkirui                                                        | Kenya                                                                   | 2h24'35"                                                                |

Riepilogo maschile per nazione
- 17 vittorie:  Kenya
- 14 vittorie:  Stati Uniti
- 4 vittorie:  Etiopia,  Italia,  Messico
- 2 vittorie:  Brasile,  Sudafrica
- 1 vittoria:  Eritrea,  Marocco,  Nuova Zelanda,  Paesi Bassi,  Regno Unito,  Tanzania

Riepilogo femminile per nazione
- 16 vittorie:  Kenya
- 10 vittorie:  Norvegia
- 8 vittorie:  Stati Uniti
- 5 vittorie:  Regno Unito
- 2 vittorie:  Etiopia,  Lettonia
- 1 vittoria:  Australia,  Germania,  Italia,  Messico,  Nuova Zelanda,  Polonia,  Romania,  Russia,  Svizzera